# Álvaro Passos
Álvaro Passos (13 de Agosto de 1934 - 6 de Novembro de 2010) foi um arquitecto e pintor surrealista português.

## História
Começou a pintar em 1955, em Lourenço Marques, actual Maputo, Moçambique.
Álvaro Passos participou em várias exposições colectivas em Moçambique, Brasil (VII Bienal de São Paulo) e África do Sul, bem como diversas exposições individuais em Moçambique – 1962,  Lisboa – 1963 e 1970. Foi distinguido várias vezes com Diplomas, Menções Honrosas e diversos Prémios.
Foi Bolseiro da Fundação Calouste Gulbenkian, em 1963/64, para Roma, Florença, Veneza, Milão e Paris, onde contactou Museus, frequentou Galerias e esteve a par dos mais variados movimentos de arte, na pintura, arquitectura, música e cinema. Expôs nas Galerias Spectrum de Roma, Vila Marguta e a Galeria Haffner de Joanesburgo. Impulsionado pela sua sede de conhecimento, frequentou, as aulas de História e Teoria da Arte na Universidade de Sorbonne, em Paris.
Em 1964 inicia sua mãe, então com 64 anos, no mundo da pintura. Rosa Passos viria a ser uma das principais pintoras naives Portuguesas. Com ela expõe em 1970 em Lisboa.
Tornou a ser bolseiro em 1970/71 da Fundação Calouste Gulbenkian, juntamente com a sua mãe. Esteve em Roma, Milão, Salzburgo, Munique, Amesterdão, Londres e Paris. Aqui, juntamente com a mãe, privou com Vieira da Silva e Árpád Szenes, de quem recebeu apoio e estímulo artístico.
Ganhou o Primeiro Prémio do Salão do Outono em 1981 na Galeria do Casino do Estoril, concorrendo com mais de 100 pintores.
A partir desta data tem participado, por convite, em diversas Exposições. Fez parte dos 20 Pintores Portugueses convidados a expor em Madrid em 1985.
As obras de Álvaro Passos marcam presença em várias colecções em Moçambique, África do Sul, Brasil, Estados Unidos da América, Portugal e vários países da Europa.
Os seus quadros são criações onde abundam seres de um mundo fantástico em paisagens oníricas, marcados por cores intensas e vivas. Toda a obra de Passos é inequivocamente surrealista, populada por aves de plumagem rica que brotam de formas bizarras lentamente elaboradas em fundos de paisagem de sulcos sinuosos. A sua importância no panorama artístico português é incontestável. Sendo inclusivamente mencionado no livro “Arte Portuguesa do Século XX”.